# Muschang
Muschang war eine belgische Automarke.

## Markengeschichte
Namensgebend war die Renault-Werkstatt Établissements Muschang in Arlon, geleitet von Léopold Muschang. Sie entwickelte das Fahrzeugmodell. Die meisten der Fahrzeuge wurden bei Apal im nahe gelegenen Blegny hergestellt. Die Bauzeit war von 1965 bis 1969. Dann wurden die Designrechte an Apal verkauft.

## Fahrzeuge
Das einzige Modell wurde Rodeo genannt. Es basierte auf dem Fahrgestell des Renault 4. Es gab Varianten mit einem Motor und wahlweise Front- oder Allradantrieb sowie eine Variante mit zwei Motoren und Allradantrieb. Die Karosserie bestand aus Polyester.